# Centrale nucléaire de Xudabao
La centrale nucléaire de Xudabao (aussi appelée centrale nucléaire de Xudapu) est une centrale nucléaire chinoise en construction à proximité du village de Xudabao dépendant de la ville de Xingcheng, dans la ville-préfecture de Huludao sur la côte de la province du Liaoning (nord-est de la Chine). 
L'exploitant de la centrale est la Liaoning Nuclear Power Company (co-entreprise détenue à 70% par la CNNC à 70%, à 20% par la Datang International Power Generation Company et à 10% par la State Development and Investment Corporation). Le maitre d'œuvre est la CNNC. 
En 2024, quatre réacteurs sont en construction : deux réacteurs russe VVER-1200/V491 (unités no 3 et 4) de 1 200 MWe chacun, et deux réacteurs sino-américains CAP1000 (unités no 1 et 2) de 1 000 MWe chacun. Une troisième phase avec deux dernières unités CAP1000 (no 5 et 6) est à l'étude. 

## Historique
Les travaux sur le site commencent en 2010, mais sont suspendus pendant plusieurs années après l'accident nucléaire de Fukushima en 2011. L'Administration nationale de la sûreté nucléaire (NNSA) donne son accord pour les deux premières unités en 2014.
La centrale devait initialement se composer de six réacteurs à eau pressurisée sino-américains CAP1000 (version sinisée de l'AP1000) de 1 000 MWe chacun. Le projet est revu en juin 2018 après la signature d'un accord entre chinois et russes, actant la construction de quatre réacteurs VVER-1200 en Chine avec deux unités - les réacteurs no 3 et 4 - sur le site de la centrale de Xudabao, et deux autres unités - les réacteurs no 7 et 8- à la centrale de Tianwan. Seul l'îlot nucléaire des VVER-1200 est fourni par Atomstroyexport (filiale de Rosatom), l'îlot conventionnel étant fournis par des entreprises chinoises. Les réacteurs CAP1000 sont construits par CNNC.

## Caractéristiques techniques
Les caractéristiques des réacteurs sont données dans les tableaux ci-après ; les données sont principalement issues de la base de données PRIS (Power Reactor Information System) de l’Agence international de l'énergie atomique (AIEA) qui définit ainsi les termes :
- la puissance nette correspond à la puissance électrique délivrée sur le réseau et sert d'indicateur en termes de puissance installée ;
- la puissance brute correspond à la puissance délivrée par l'alternateur (soit la puissance nette augmentée de la consommation interne de la centrale) ;
- la puissance thermique correspond, à la puissance délivrée par la chaudière nucléaire.

Le début de construction correspond à la date de coulage des fondations du bâtiment réacteur. Une tranche (nom utilisé pour un réacteur complet) est considérée comme opérationnelle après son premier couplage au réseau électrique. La mise en service commerciale est le transfert contractuel de l’installation du constructeur vers le propriétaire ; intervenant en principe après réalisation des tests réglementaires et contractuels, et après fonctionnement continu à 100 % pendant une durée définie au contrat de construction.
| Unité     | Statut          | Modèle         | Puissance   | Puissance   | Puissance        | Constructeur    | Début de construction | Raccordement au réseau | Mise en service commercial |
| Unité     | Statut          | Modèle         | Nette (MWe) | Brute (MWe) | Thermique (MWth) | Constructeur    | Début de construction | Raccordement au réseau | Mise en service commercial |
| --------- | --------------- | -------------- | ----------- | ----------- | ---------------- | --------------- | --------------------- | ---------------------- | -------------------------- |
| Xudabao-1 | En construction | CAP1000        | 1 000       | 1 290       | 2 905            | CNNC            | 3 novembre 2023       |                        | ~2028                      |
| Xudabao-2 | En construction | CAP1000        | 1 000       | 1 290       | 2 905            | CNNC            | 17 juillet 2024       |                        | ~2029                      |
| Xudabao-3 | En construction | VVER-1200/V491 | 1 200       | 1 274       | 3 200            | Atomstroyexport | 28 juillet 2021       |                        | ~2027                      |
| Xudabao-4 | En construction | VVER-1200/V491 | 1 200       | 1 274       | 3 200            | Atomstroyexport | 19 mai 2022           |                        | ~2028                      |
| Xudabao-5 | En projet       | CAP1000        |             |             |                  |                 |                       |                        |                            |
| Xudabao-6 | En projet       | CAP1000        |             |             |                  |                 |                       |                        |                            |